# Хагікадзе
Хагікадзе (Hagikaze, яп. 萩風) — ескадрений міноносець Імперського флоту Японії, який брав участь у Другій світовій війні.
Корабель, який став чотирнадцятим (за датою закладання) серед есмінців типу «Кагеро», спорудили у 1940 році на верфі Uraga Dock.
На момент вступу Японії до Другої світової війни «Хагікадзе» належав до 4-ї дивізії ескадрених міноносців, яка 2 грудня 1941-го прибула з Японії до Мако (важлива база ВМФ на Пескадорських островах у південній частині Тайванської протоки).
4 грудня 1941-го «Хагікадзе» вийшов з Мако у складі охорони загону великих артилерійських кораблів (2 лінкори та 2 важкі крейсери) адмірала Кондо, який мав забезпечувати загальне прикриття сил вторгнення до Малаї та на Філіппіни. До початку січня 1942-го цей загін виконував завдання у водах Південно-Східної Азії, проте внаслідок сприятливого розвитку операції так і не вступив у бій (після виходу в море британських лінкорів HMS Prince of Wales та HMS Repulse сили Конде почали готуватись до перехоплення, проте для знищення ворога вистачило самої авіації). «Хагікадзе» під час цього походу міг на короткий термін залучатись до охорони конвоїв з військами, які прямували до Малаккського півострова.
11 січня 1942-го загін Конде повернувся до Мако, а 18 числа вирушив на Палау (важлива японська база на заході Каролінських островів). Після цього майже місяць ці сили забезпечували загальне прикриття операцій на сході Нідерландської Ост-Індії, а 18—21 лютого пройшли з Палау до затоки Старінг-Бей на північно-східному півострові острова Целебес (Сулавесі).
25 лютого 1942-го «Хагікадзе» вирушив зі Старінг-Бей у складі охорони ударного авіаносного з'єднання, яке мало підтримати вторгнення на Яву. Похід тривав більш як два тижні й завершився 11 березня поверненням до Старінг-Бей.
27 березня 1942-го «Хагікадзе» вийшов зі Старінг-Бей у межах рейду авіаносних сил у Індійський океан, при цьому разом з двома іншими есмінцями він супроводжував танкери загону постачання (всього в поході взяло участь 11 есмінців). 9 квітня японські авіаносці провели останній великий бій цієї операції й невдовзі з'єднання попрямувало до Японії для відновлювального ремонту ряду основних кораблів. Під час цього переходу 14–19 квітня «Хагікадзе» разом зі ще одним есмінцем супроводжували до Мако авіаносці «Сьокаку» та «Дзуйкаку», технічний стан яких дозволив ухвалити рішення щодо їхньої участі в запланованій операції проти Порт-Морсбі на Новій Гвінеї. Втім, «Хагікадзе» не брав участі в цьому поході, а вирушив з Мако на з'єднання з частиною угруповання, яка прямувала до Японії, та 22 квітня досягнув Йокосуки.
На початку літа 1942-го «Хагікадзе» входив до ескорту авіаносного угруповання, яке зазнало поразки в битві біля атола Мідвей. Разом зі ще одним есмінцем «Майкадзе» він провадив порятунок екіпажу з авіаносця «Кага», який зазнав важких пошкоджень. Увечері 4 червня «Хагікадзе» добив «Кага» двома торпедами. Вранці 5 червня він з трьома іншими есмінцями (кожен випустив по одній торпеді) добив інший японський авіаносець «Акагі».
З 9 червня 1942-го «Хагікадзе» увійшов до супроводу легкого авіаносця «Дзуйхо», який після катастрофи під Мідвеєм перенаправили для продовження операцій на Алеутських островах (вторгнення сюди синхронізували з мідвейською операцією). Це завдання тривало більш як місяць, до 12 липня.
3 30 липня по 12 серпня 1942-го «Хагікадзе» разом зі ще одним есмінцем провадили ескортування двох транспортів з порту Саєкі на Сайпан (Маріанські острови), де останні взяли на борт бійців зі складу 28-го піхотного полку, а потім далі до атола Трук у центральній частині Каролінських островів (ще до війни тут створили потужну базу японського ВМФ, з якої до лютого 1944-го провадили операції в цілому ряді архіпелагів). У той момент, коли конвой приймав війська на Сайпані, союзники здійснили висадку на сході Соломонових островів, що започаткувало шестимісячну битву за Гуадалканал. Як наслідок, 16 серпня «Хагікадзе» та ще 5 есмінців вийшли з Труку для доставки щойно доправленого з Сайпану загону на Гуадалканал. 19 серпня японські піхотинці були висаджені на острові, а за дві доби майже всі загинули в бою біля річки Тенару. При цьому того ж 19 серпня внаслідок авіанальоту «„Хагікадзе“» зазнав важких пошкоджень. Скинута з B-17 бомба влучила у спарену артилерійську установку головного калібру № 3 та знищила її, виявився затопленим погріб боєзапасу, пошкоджені кермо та гребні вали, загинули 33 члени екіпажу. Швидкість корабля впала до 6 вузлів, проте він у супроводі есмінця «Арасі» зміг здійснити зворотний перехід до Труку, куди кораблі прибули 24 серпня.
Після первісних відновлювальних робіт «Хагікадзе» 1—8 жовтня 1942-го пройшов з Труку до Японії. Вже на підході до Йокосуки виникли ходові проблеми й «Хагікадзе» довів до порту на буксирі есмінець «Ямагумо», який ніс ескортну службу у водах Японії.
Лише в останній день зими — 28 лютого 1943-го — «Хагікадзе» полишив Японію та рушив з Йокосуки на Трук, супроводжуючи разом з есмінцем «Онамі» ескортний авіаносець «Чуйо». 5 березня загін прибув до пункту призначення, а вже 8—13 березня «Хагікадзе» та есмінець «Югуре» провели «Чуйо» назад до Йокосуки.
1—6 квітня 1943-го «Хагікадзе» здійснив перехід з Куре на Трук, охороняючи лінкори «Конго» та «Харуна», які повертались після докового ремонту. 13 квітня «Хагікадзе» вирушив до Рабаулу, супроводжуючи важкий крейсер «Тьокай», який виконував завдання з доставки підкріплень. 15 квітня кораблі прибули в пункт призначення, потім перейшли у Кавієнг (друга за значенням японська база в архіпелазі Бісмарка, розташована на північному завершенні острова Нова Ірландія), а 20 квітня повернулись на Трук.
25—28 квітня 1943-го «Хагікадзе» разом зі ще щонайменше одним есмінцем ескортували конвой до Рабаулу, після прибуття до якого перейшли до якірної стоянки Шортленд (прикритої групою невеликих островів Шортленд акваторії біля південного завершення острова Бугенвіль, де зазвичай відстоювались бойові кораблі та перевалювались вантажі для подальшого виряджання на схід Соломонових островів). Ще до завершення місяця вони здійснили транспортний рейс до острова Коломбангара в архіпелазі Нью-Джорджія (центральна частина Соломонових островів). Після полишення Гуадалканалу японці нарощували свої сили на Нью-Джорджії, тому транспортні рейси до Коломбангари стали типовими для есмінців, зокрема «Хагікадзе» здійснив ще один похід сюди 4 травня.
8 травня 1943-го «Хагікадзе» знаходився на переході з Шортленду до Буки (порт на однойменному острові біля північного узбережжя Бугенвіля), коли надійшли повідомлення про підрив на мінах есмінців Оясіо, Куросіо та «Кагеро», які повертались з Коломбангари. «Хагікадзе» рушив їм на допомогу, проте не встиг прибути на місце інциденту до загибелі пошкоджених кораблів. 9—10 травня «Хагікадзе» все-таки здійснив перехід з Шортленду до Рабаулу, а 15—17 травня пройшов звідси на Трук, ескортуючи гідроавіаносець «Ніссін».
2—9 червня 1943-го «Хагікадзе» разом зі ще одним есмінцем супроводжував ескортні авіаносці «Чуйо» та «Унйо» з Труку до Японії (у цей період типовим завданням для японських кораблів такого класу стали рейси для доставки літаків на Трук).
10—15 липня 1943-го «Хагікадзе» разом зі ще 5 есмінцями здійснювали ескортування великого угруповання (3 авіаносці, 1 ескортний авіаносець, 1 гідроавіаносець, 3 важкі та 2 легкі крейсери) з Японії на Трук. На той час союзники вже висадились на островах Нью-Джорджія (центральна частина Соломонових островів) і в регіоні знову розгорілись важкі бої. 19—21 липня «Хагікадзе» виконав перехід до Рабаулу у складі загону, що доправляв війська (до нього включили гідроавіаносець, усі крейсери та 5 із 6 есмінців, які нещодавно прибули з Японії). У Рабаулі «Хагікадзе» та ще два есмінці прийняли на борт по 250 бійців, після чого того ж 21 липня рушили разом з гідроавіаносцем «Ніссін» до Шортленду. 22 липня вже на підході до пункту призначення загін атакувала ворожа авіація, якій вдалось уразити «Ніссін». Гідроавіаносець затонув, причому в умовах бою та внаслідок швидкого розвитку катастрофи есмінцям вдалось врятувати лише дві сотні осіб, загинуло більш ніж тисяча членів екіпажу та бійців японської армії.
27 липня 1943-го «Хагікадзе» разом зі ще щонайменше одним есмінцем виконали транспортний рейс з Рабаулу до затоки Реката-Бей на північному узбережжі острова Санта-Ісабель (тут була база японської гідроавіації), а 1 серпня перевезли війська на острів Коломбангара.
У ніч проти 7 серпня 1943-го «Хагікадзе» та ще три есмінці здійснювали черговий рейс з військами на Коломбангару, проте були перехоплені. Унаслідок бою в затоці Велья японський загін зазнав важкої поразки, «Хагікадзе» був поцілений американським торпедним залпом та затонув, при цьому загинуло 178 членів екіпажу та велика кількість військовослужбовців, що перебували на борту (всього після потоплення трьох есмінців, які на додачу до екіпажів перевозили 900 бійців, врятувались лише 310 осіб).  